# Just like a Woman (2012)
Just Like a Woman (Brasil: Simplesmente uma Mulher ) é um filme norte-americano, do gênero drama, dirigido por Rachid Bouchareb.